# Sarah Hammer
Sarah Hammer, née le 18 août 1983 à Temecula en Californie, est une coureuse cycliste américaine. Spécialiste de la piste, elle est huit fois championne du monde sur les disciplines d'endurance et quadruple médaillée d'argent aux Jeux olympiques. En poursuite, elle est titrée à cinq reprises en 2006, 2007, 2010, 2011 et 2013. Elle a également été championne du monde de l'omnium en 2013 et 2014 et de la poursuite par équipes en 2016. Elle détient entre 2010 et 2018, le record du monde de poursuite féminine sur 3 kilomètres. Ce record de 3 min 22 s 269, réalisé à l'occasion de la finale du championnat panaméricain est battu de plus de 2 secondes par sa compatriote Chloe Dygert, en 3 min 20 s 060, lors des mondiaux sur piste 2018.
Elle annonce la fin de sa carrière le 19 septembre 2017 et est nommée en 2018 Directrice adjointe du haut niveau à la Fédération paracycliste des États-Unis.

## Palmarès

### Jeux olympiques
- Londres 2012
  -  Médaillée d'argent de la poursuite par équipes (avec Dotsie Bausch, Lauren Tamayo et Jennie Reed)
  -  Médaillée d'argent de l'omnium
- Rio de Janeiro 2016
  -  Médaillée d'argent de la poursuite par équipes
  -  Médaillée d'argent de l'omnium

### Championnats du monde
- Bordeaux 2006
  -  Championne du monde de poursuite
- Palma de Majorque 2007
  -  Championne du monde de poursuite
- Manchester 2008
  -  Médaillée d'argent de la poursuite
- Ballerup 2010
  -  Championne du monde de poursuite
- Apeldoorn 2011
  -  Championne du monde de poursuite
  -  Médaillée d'argent de la poursuite par équipes
  -  Médaillée d'argent de l'omnium
- Melbourne 2012
  -  Médaillée de bronze de l'omnium
  - 5e de la poursuite par équipes
- Minsk 2013
  -  Championne du monde de poursuite
  -  Championne du monde de l'omnium
  - 17e du scratch
- Cali 2014
  -  Championne du monde de l'omnium
  -  Médaillée d'argent de la poursuite
- Saint-Quentin-en-Yvelines 2015
  - 5e de la poursuite par équipes
  - 8e de l'omnium
- Londres 2016
  -  Championne du monde de poursuite par équipes (avec Kelly Catlin, Chloe Dygert et Jennifer Valente)
  -  Médaillée de bronze de l'omnium
- Hong Kong 2017
  -  Médaillée d'argent de la course aux points
  - 4e du scratch[2]
  - 5e de l'omnium[3]

### Coupe du monde
- 2002 
  - 1re de la course aux points à Sydney
  - 2e du scratch à Sydney
- 2005-2006 
  - 1re de la course aux points à Manchester
  - 1re de la poursuite à Los Angeles
  - 1re du scratch à Los Angeles
  - 2e de la poursuite à Manchester
- 2006-2007 
  - 1re de la course aux points à Los Angeles
  - 1re de la poursuite à Los Angeles
  - 1re du scratch à Los Angeles
- 2007-2008 
  - 3e de la poursuite à Pekin
  - 3e de la poursuite à Los Angeles
  - 3e de la poursuite à Copenhague
- 2009-2010 
  - 1re de la poursuite à Cali
  - 2e de la poursuite par équipes à Cali
- 2010-2011
  - 1re de l'omnium à Cali
  - 1re de l'omnium à Manchester
  - 2e de la poursuite par équipes à Cali
  - 3e de la poursuite par équipes à Manchester
- 2011-2012
  - 1re de l'omnium à Cali
  - 1re de l'omnium à Londres
  - 3e de la poursuite par équipes à Cali
- 2012-2013
  - Classement général de l'omnium
  - 1re de l'omnium à Aguascalientes
- 2013-2014
  - 1re de l'omnium à Aguascalientes
- 2015-2016
  - 2e de la poursuite par équipes à Cali
  - 2e de l'omnium à Hong Kong
  - 3e de l'omnium à Cali
- 2016-2017
  - 1re du scratch à Cali
  - 2e de la course aux points à Cali

### Championnats panaméricains
- Aguascalientes 2010
  -  Médaillée d'or de la poursuite
  -  Médaillée d'or de la poursuite par équipes
  -  Médaillée d'or de l'omnium
- Santiago 2015
  -  Médaillée d'or de la poursuite par équipes (avec Kelly Catlin, Ruth Winder et Jennifer Valente)
  -  Médaillée d'or de l'omnium

### Jeux panaméricains
- Toronto 2015
  -  Médaillée d'or de l'omnium
  -  Médaillée d'argent de la poursuite par équipes

### Championnats nationaux
- Championne des États-Unis de poursuite en 2005, 2006 et 2009
- Championne des États-Unis de la course aux points en 2005 et 2006
- Championne des États-Unis de scratch en 2006
- Championne des États-Unis de poursuite par équipes en 2007 et 2011 (avec Dotsie Bausch et Jennie Reed) et 2009 (avec Dotsie Bausch et Kimberly Geist)